# Incidente di Pristina
Con incidente di Pristina si indica una situazione di confronto tra le forze NATO e le forze russe presso l'Aeroporto Internazionale di Pristina, durante la guerra del Kosovo. Le truppe russe occuparono l'aeroporto prima dell'arrivo di un contingente NATO, con un conseguente faccia a faccia pieno di tensione fra le due parti; lo stallo fu poi risolto pacificamente.

## Incidente
La guerra del Kosovo ebbe termine l'11 giugno 1999, e una forza congiunta di peacekeeping composta da truppe NATO e russe venne preparata per essere distaccata in Kosovo. Il governo russo si aspettava di poter controllare un settore indipendente da quello spettante alla forza di peacekeeping della NATO, e si irritò quando questo venne rifiutato. Un contingente di 200 soldati russi, in quel momento dispiegato in Bosnia ed Erzegovina, attraversò quindi il confine con il Kosovo e occupò l'Aeroporto internazionale di Pristina, la capitale del Kosovo.
Informato di ciò, il generale statunitense Wesley Clark avvertì il segretario generale della NATO Javier Solana, e sulla base di precedenti ordini che gli imponevano di prendere il controllo dell'area, bypassando la catena di comando, ordinò direttamente ad un contingente di 500 militari britannici e francesi, guidato dall'allora ufficiale britannico, con il grado di capitano, comandante del 1° cavalleria (carristi), James Blount (che, anni dopo, congedatosi, iniziò una fortunata carriera di cantautore con il nome d'arte di James Blunt), di occupare l'aeroporto con la forza se necessario, un ordine che si rivelò molto controverso. Il capitano Blount però non si mosse. Il generale britannico Mike Jackson, avvertito, rifiutò di eseguire tale disposizione di Clark dicendogli: "Non ho intenzione di iniziare la terza guerra mondiale per voi" e incaricò il contingente NATO guidato da Blount di mantenere le posizioni circondando l'aeroporto.
I russi avevano diverse basi aeree in stand by, e battaglioni di paracadutisti pronti per partire per Pristina. Temendo che gli aerei russi fossero in rotta per l'aeroporto, il generale Clark ordinò che carri armati e autoblindo britanniche bloccassero la pista, e chiese all'ammiraglio americano James Ellis supporto aereo. I suoi ordini non furono eseguiti: gli Stati Uniti esercitarono una pressione politica sugli Stati vicini per non consentire alla Russia di utilizzare il loro spazio aereo per trasportare rinforzi. La Russia fu costretta a sospendere l'afflusso di rinforzi dopo che Ungheria e Romania rifiutarono le richieste russe di utilizzare il loro spazio aereo.
Il generale statunitense Clark fu sostituito dal generale Jackson nel ruolo di comandante delle forze NATO in Kosovo.
I negoziati furono condotti in una completa situazione di stallo, durante la quale la Russia ribadì che le sue truppe sarebbero state responsabili solo nei confronti dei comandanti russi e che avrebbero mantenuto una loro zona di competenza. La NATO rifiutò, prevedendo che tutto questo avrebbe portato alla divisione del Kosovo in un sud albanese ed un nord serbo. Entrambe le parti infine convennero che i peacekeeper russi sarebbero stati distribuiti in tutto il Kosovo, dipendente dalla NATO, mantenendo una propria catena di comando.

## Conseguenze
Dopo aver ottenuto un accordo, l'aeroporto di Pristina fu riattivato come base aerea per il 53º Squadrone britannico il 15 ottobre 1999, e iniziò poi ad operare per il trasporto aereo internazionale verso diverse città europee. Durante tale periodo di tempo, la KFOR russa insieme ad altre forze NATO fu in carica per la sicurezza dell'aeroporto.